# Équipe cycliste Besson Chaussures (1999-2000)
Besson Chaussures est une ancienne équipe cycliste française. Elle fut créée en 1999 sous le nom de Besson Chaussures-Nippon-Hodo puis devient Besson Chaussures en 2000 avant de disparaître fin 2000. Elle était issue de l'équipe de « UC Sayat-Aulnat » qui était la meilleure équipe du comité d’Auvergne.

## Histoire de l'équipe

### L'UC Sayat
L'équipe Besson Chaussures est d'abord l'émanation de l'UC Sayat. L'UC Sayat est l'une des meilleures formations amateurs en France au cours des années 1980 et 1990. Sous la férule de Patrick Bulidon, lui-même ancien coureur amateur spécialiste du cyclo-cross, l'équipe qui avant son arrivée était une petite équipe se développe. 
En effet, les années 1980 voient l'émergence d'une nouvelle génération dorée en Auvergne avec plusieurs excellents jeunes coureurs. L'UC Sayat occupe une place de choix dans ce paysage avec un effectif composé de coureurs de très grandes valeurs tels Claude Aigueparses ou Yves Bonnamour et Gérard Guazzini, champion de France amateur en 1987 qui passe professionnel l'année suivante. L'équipe crée une section féminine qui sera aussi l'une des meilleures en France.
L'équipe représente ce renouveau qui permet à l'Auvergne cycliste de refaire parler d'elle grâce à Claude Séguy ou encore Christophe Bastianelli. Mais le point d'orgue de ce renouveau est atteint en 1989 avec l'attribution du Critérium International à la ville de Montluçon. L'équipe prospère dans les années 1990 en attirant nombre de coureurs étrangers venant des pays de l'Est et du Japon avec qui Jean-Philippe Duracka, coureur de Sayat, entretient un rapport particulier.
À la fin des années 1990, il apparaît évident que le cyclisme amateur est devenu trop petit pour l'équipe de Sayat. Patrick Bulidon décide de sauter le pas en 1998 et crée une équipe de GS3 qui sera l'émanation de son équipe amateur. L'équipe professionnelle reprend d'ailleurs une partie de l'effectif amateur. L'équipe amateur continue à exister indépendamment de la structure professionnelle.

### L'équipe Besson Chaussure-Nippon Hodo
L'équipe Besson-Chaussures est créée au début de l'année 1999. Elle est la dernière équipe à bénéficier du système des équipes promotionnelles qui seront supprimées l'année suivante par la fédération. Ce système permettait à une équipe amateur de créer une équipe professionnelle grâce à des aménagements financiers et structurel. Ce principe institué en 1993 par Daniel Baal fut un demi succès car il permit de faire revenir les investisseurs vers le cyclisme mais produit aussi beaucoup d'équipes éphémères, ce qui conduisit au durcissement des critères nécessaires à l’accession au niveau professionnel.
L'équipe est bâtie autour du noyau dur de l'équipe de 1998 et d'un apport de coureurs japonais qui sont amenés par le co-sponsor Nippon-Hodo, un consortium japonais. L'équipe s'appuie sur un effectif de 15 coureurs. La première saison se passe conformément aux attentes puisque l'équipe démarre difficilement. En effet, l'équipe dispose du plus petit budget des équipes professionnelles en France. 
Bénéficiant de peu d'invitations en début de saison, l'équipe doit attendre le mois de mai avant d'enregistrer un résultat probant lors du Tour du Japon, où Benoît Luminet réalise un excellente course en se classant dixième de l'épreuve. Deux semaines plus tard, Sergueï Yakovlev écrase les championnats d'Asie en remportant la course en ligne et en finissant second du contre-la-montre. L'équipe finit la saison sur le même rythme en s'illustrant sur chaque course où elle est invitée. Elle conclut sa première année sur une victoire sur la seconde étape du Circuit franco-belge. Le sponsor Nippon-Hodo décide de ne pas renouveler son partenariat. En conséquence, l'équipe ne compte plus qu'un japonais en 2000. 
La saison 2000 voit l'équipe monter en division 2 avec un effectif remanié en profondeur, ce qui lui permet d'envisager une hypothétique sélection au Tour de France mais surtout une participation à toutes les épreuves françaises de classe 1.HC. La saison débute en cyclo-cross avec l'excellent hiver de la recrue Christophe Morel, qui devient champion de France et se retrouve sélectionné au championnat du monde de cyclo-cross où il finit onzième. Sur la lancée, l'équipe réussit un très bon début de saison grâce à la trouvaille de Bulidon, Dmitriy Fofonov qui réalise un excellent mois de février. Mais l'équipe ne participe pas à Paris-Nice, Laurent Fignon ne les ayant pas retenus.
La suite de la saison est plus calme et logiquement l'équipe ne participe pas au Tour de France malgré un excellent Grand Prix du Midi libre qui voit l'équipe finir parmi les meilleures formations. Fin juin, l'équipe réalise un doublé au championnat du Kazakhstan en gagnant les deux championnats. Fofonov et Yakovlev participent aux Jeux olympiques. Auparavant, Yakovlev remporte le Tour de l'Ain, ce qui attire l'attention de l'équipe Deutsche Telekom qui le recrute en vue d'épauler Alexandre Vinokourov. 
Privé de Yakovlev, l'équipe a du mal à survivre car elle ne dispose pas d'autre leader potentiel. Les Kazakhs de l'équipe participent au championnat du monde sur route à Plouay. Patrick Bulidon se lance à la recherche d'un co-sponsor pour permettre à l'équipe de rester en division 2. Mais il apparaît vite que l'équipe manquera de financement pour rester en GS2. Contrainte et forcée, l'équipe libère ses coureurs. Elle redescend au niveau amateur. Elle enregistre deux ultimes victoires en cyclo-cross avec Morel, qui est impliqué dans une affaire de dopage. Puis l'UC Sayat disparaît définitivement au début de l'année 2001 à la suite de la démission du président.

### La fin de l'équipe
À la fin de l'année 2000, l'équipe qui souhaite rester en deuxième division à la suite de la saison 2000 doit chercher un partenaire pour grandir. Mais la recherche de partenaire que mène Patrick Bulidon ne donne pas les résultats escomptés. Besson Chaussures décide finalement de ne pas renouveler son partenariat. Ce qui entraîne la fin de l'équipe et de la structure de l'UC Sayat. Ne subsiste que l'EC Montmarault-Montluçon qui restera en DN jusqu'à l'orée de la saison 2009.

## Principaux coureurs
| Nationalité | Coureur              | Arrivée/Départ |
| Russie      | Alexandre Botcharov  | 1999           |
| Kazakhstan  | Dmitriy Fofonov      | 2000           |
| France      | Christophe Morel     | 2000           |
| Kazakhstan  | Sergueï Yakovlev     | 1999-2000      |
| France      | Benoît Luminet       | 1999           |
| France      | Médéric Clain        | 2000           |
| France      | Philippe Mauduit     | 1999           |
| Japon       | Takehiro Mizutani    | 1998-2000      |
| France      | Loïc Herbreteau      | fin 2000       |
| Italie      | Lorenzo Di Silvestro | 1999-2000      |
| France      | Sébastien Laroche    | 1999-2000      |

## Principaux résultats

### Jeux olympiques d'été
- Jeux olympiques d'été de 2000 :
  - Sergueï Yakovlev : 57e de la course en ligne

### Championnats du monde
| Cyclisme sur route - 1999 : - Sergueï Yakovlev : abandon - 2000 : - Dmitriy Fofonov : 87e - Sergueï Yakovlev : abandon | Cyclo-cross - 2000 - Christophe Morel : 11e |

### Par saison
| - 1999 - Championnat d'Asie sur route (Sergueï Yakovlev) - 9e étape du Tour de l'Avenir (Alexandre Botcharov) - 2e étape du Circuit franco-belge (Sergueï Yakovlev) - Prologue du Tour de Hokkaido (Sergueï Yakovlev) | - 2000 - Championnat de France de cyclo-cross (Christophe Morel) - Championnat du Kazakhstan sur route (Sergueï Yakovlev) - Championnat du Kazakhstan du contre-la-montre (Dimitiri Fofonov) - Championnat du Kazakhstan de vitesse (Dimitiri Fofonov) - Zellik-Galmaarden (Dimitiri Fofonov) - Tour de l'Ain (Sergueï Yakovlev) |

## Classement mondial
À partir de 1997, les équipes sont divisées en 3 groupes. L'équipe Besson-Chaussures est classée les deux années en GS3. Les coureurs sont classés depuis 1984 dans le classement F.I.C.P devenu UCI en 1993.
| Saison | Classement par équipes | Meilleur coureur au classement individuel |
| ------ | ---------------------- | ----------------------------------------- |
| 1999   | 7e (GSIII)             | Sergueï Yakovlev (387e)                   |
| 2000   | ?e (GSII)              | Sergueï Yakovlev (193e)                   |